# Raffaele Carrascosa
Raffaele Carrascosa (Palermo, 29 dicembre 1779 – Napoli, 23 aprile 1866) è stato un generale e politico italiano.

## Biografia
Nacque in una famiglia di origine spagnola giunta nel Regno di Napoli con Carlo di Borbone nel 1734; dalla famiglia Carrascosa uscirono molti ufficiali dell'Esercito delle Due Sicilie e dell'Esercito Italiano, il più noto dei quali fu Michele (1774-1852), generale murattiano e discusso ministro della guerra di Ferdinando I nel 1820.
Reazionario, fu fedele alla dinastia borbonica; in particolare, ministro del governo costituzionale di Carlo Troya, fu a fianco di Ferdinando II in occasione del colpo di mano del re contro i liberali il 15 maggio 1848. Il 26 giugno 1848 fu pertanto nominato pari del regno, come già avvenuto per il fratello Michele. Fu più volte ministro dei lavori pubblici; ininterrottamente dal 1848 al 1860 nei governi Spinelli, Fortunato, Troya e Filangieri. Fu di fatto presidente del Consiglio dei ministri dal 7 settembre 1859, dopo che Carlo Filangieri ebbe dato le dimissioni per motivi di salute, fino al 16 marzo 1860, allorché le dimissioni di Filangieri furono rese note da Francesco II. Ammesso nel 1860 nel Consiglio di Stato del Regno delle Due Sicilie, si oppose fino all'ultimo a qualsiasi concessione di riforma.
Morì a Napoli il 23 aprile del 1866.